# Nina Kiri
Nina Kiridžija (Belgrado, 3 de septiembre de 1992), más conocida como Nina Kiri, es una actriz serbia que también posee la nacionalidad canadiense.

## Vida y carrera
Nina Kiridžija nació en Belgrado, Serbia mientras era todavía la República Federal de Yugoslavia en 1992, durante las Guerras Yugoslavas. Su familia se mudó a Vancouver, Canadá, donde comenzó a actuar en teatro escolar y luego profesionalmente a partir del año 2007.
Su debut en la pantalla fue una breve aparición en la película televisiva Geek Charming de Disney Channel en el año 2011. En 2016, Kiri se asoció con su compañera serbia-canadiense Sanja Zivkovic, quien la había dirigido en el cortometraje Cleo. Kiri tuvo papeles protagónicos en un trío de películas de terror: Let Her Out (2016), The Haunted House on Kirby Road (2016) y The Heretics (2017). Su actuación en The Heretics le valió el Premio a la Mejor Actriz en el Festival de Cine Fantástico Buffalo Dreams.
Kiri ha ganado notoriedad desde 2017 por su papel recurrente en la serie de televisión El cuento de la criada. Su personaje, la Criada Derobert (cuyo nombre real es Alma), ha aparecido desde el primer episodio de la serie.

## Filmografía

### Cine
- Let Her Out (2016)
- The Haunted House on Kirby Road (2016)
- Super Detention (2016)
- The Heretics (2017)
- Easy Land (2019)

### Televisión
- Geek Charming (2011), película televisiva
- The Secret Circle (2012), episodio "Witness"
- Supernatural (2012), episodio "We Need to Talk About Kevin"
- El cuento de la criada (2017 – 2021, 2025), papel recurrente